# Husdyr
Husdyr er dyr, der igennem generationer har tilpasset sig mennesker (se domesticering).
Husdyr kan blandt andet være arbejdskraft eller fødekilde. De er ejet af mennesker og lever typisk et liv, der er styret af mennesker. Husdyr bør ikke forveksles med kæledyr.
Danske husdyr er registreret i det Centrale Husdyrsregister.

## Historie
Det første husdyr var formentlig hunden. Derefter kommer får, geder, heste, grise, køer, høns og katte.